# Fi del Serpentari
Fi del Serpentari (φ Ophiuchi) és un estel en la constel·lació del Serpentari de magnitud aparent +4,29. Es troba, d'acord amb la nova reducció de les dades de paral·laxi d'Hipparcos, a 244 anys llum del Sistema Solar.

## Característiques
Fi del Serpentari és un gegant groc-ataronjat de tipus espectral G9III, classificat també com a G8IIIa. Té una temperatura efectiva de 5023 K —5180 K segons un altre estudi—i una lluminositat 71 vegades superior a la lluminositat solar. Les seves característiques són semblants a les de la component més freda de Capella (α Aurigae) o a les de Vindemiatrix (ε virginis).
Fi del Serpentari, amb una massa 2,96 vegades major que la massa solar, evidència una metal·licitat major que la del Sol ([Fe/H] = +0,20). Quant a la seva grandària, el seu diàmetre —calculat a partir de models teòrics— és 11 vegades més gran que el del Sol i gira sobre si mateix amb una velocitat de rotació projectada de 5,0 km/s. Té una edat estimada entre 354 i 510 milions d'anys i, com la major part dels estels del nostre entorn, és un estel del disc fi.